# Distretto di Sha Tin
Il distretto di Sha Tin (o Sha Tin District, in cinese semplificato 沙田区, in cinese tradizionale 沙田區, in mandarino pinyin Shātián Qū) è uno dei 18 distretti di Hong Kong, in Cina. È situato nei Nuovi Territori e comprende le aree di Sha Tin, Tai Wai, Ma On Shan, Fo Tan, Siu Lek Yuen e Ma Liu Shui.